# Ribeira da Fonte Nova
A Ribeira da Fonte Nova é um curso de água português localizado na freguesia de Pedro Miguel, ilha do Faial, arquipélago dos Açores.
Este curso de água tem origem a uma cota de altitude de cerca de 918 metros nos contrafortes do Alto do Cabouco, procedendo a sua bacia hidrográfica à drenagem desta elevação.
Esta Ribeira que segue para o Oceano indo desaguar no Oceano Atlântico depois de passar próxima à localidade de Pedro Miguel, entre a Ponta de João Dias e a Ponta da Ribeirinha.